# 岩国市営らかん清流バス
岩国市営らかん清流バス（いわくにしえいらかんせいりゅうバス）とは、山口県岩国市がかつて運行していた自治体バスである。「本郷バス」（ほんごうバス）とも称される。運行開始当初は本郷村による「本郷村営らかん清流バス」として運行されていた。
岩国市との合併により岩国市へ引き継がれ、岩国市本郷総合支所（旧・玖珂郡本郷村）が所管していた。路線の一部は岩国市美川総合支所（旧・玖珂郡美川町）の所管地域にも跨っていた。運営主体（所管）およびその所在地は、岩国市岩国市本郷総合支所地域振興課（住所：山口県岩国市本郷町本郷1604番地）である。
名称の「らかん」は、旧本郷村と隣接町村にまたがる羅漢山・羅漢高原に、「清流」は旧本郷村内を流れる錦川水系本郷川の清流に由来する。2009年4月1日より岩国市生活交通バスとして統合再編された。

## 沿革

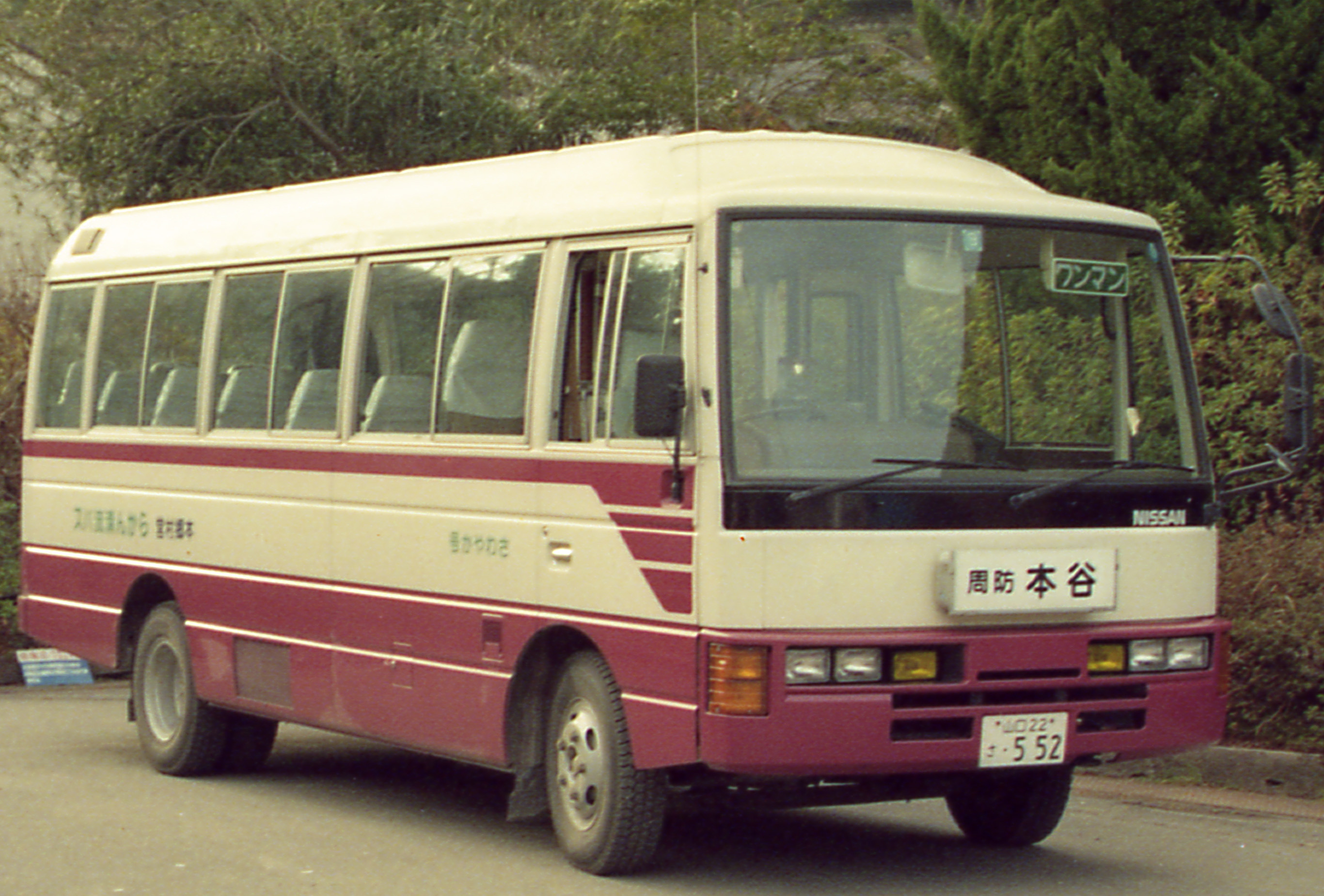
本郷村営バス当時の車両
（河山駅 - 周防本谷、1995年）

- 1991年（平成3年）9月　本郷村（当時）が、本郷村営らかん清流バスとして運行を開始[2]。
- 2006年（平成18年）3月20日　本郷村と岩国市等との対等合併[2]に伴い、岩国市が運行を継承。岩国市営らかん清流バスとなる[注釈 2]。
- 2009年4月1日 旧玖珂郡各地域内の自治体バス運行路線網の見直しに伴い、岩国市生活交通バスとしての運行に再編される。

## 路線
幹線と考えられる本谷・本郷・河山線（本郷河山線）および、その支線と考えられる1路線を運行している。
本郷河山線
- （保育所前行）：河山駅 - 本郷口 - 波野小学校前 - 周防本郷 - 保育所前
- （周防本谷行）：河山駅 -（この間、保育所前行と同じ）- 程原 - 周防本谷
- （茅原行）：河山駅 -（この間、周防本谷行と同じ）- 茅原

錦川鉄道錦川清流線の河山駅から、山口県道69号徳山本郷線を経る形で本郷町地域（旧・本郷村域）を結んでいる。本郷町地域内では、主に、山口県道69号徳山本郷線とこれに接続する山口県道59号岩国錦線（および近傍道路）を用いて、本郷町地域の北部へと連絡している。
西黒沢線
- （中倉行）：周防本郷 - 上宇塚 - 下垣内 - 中倉

本郷河山線の周防本郷バス停留所から分岐する形で、主に山口県道134号秋掛錦線（および近傍道路）を用いて、本郷町地域の中心部からみて北西の方面へと向かう。全線、本郷町地域内を運行。毎週月曜・木曜日に朝夕1往復ずつのみ運行される閑散路線である。山間の沿線住民に対する最低限の生活維持を提供する為の路線であると推測される。

### 路線に関する補足事項
当バスの運行ダイヤ等の路線情報は、以下の場所に掲示されていた（市販の時刻表には掲載されていない）。
1. 錦川鉄道の開設しているWebページ（一部路線の一部バス停留所のみ）[3]
2. 錦川鉄道錦川清流線の列車内（河山駅での連絡時刻と行先のみ）[注釈 1]
3. 本郷河山線の発着点である錦川鉄道錦川清流線河山駅の駅舎内（全路線の全バス停留所）[注釈 2]

上記以外の場所では、運行経路上の各バス停留所における、当該地点の発着予定時刻と行先のみの掲示と思われる。地元住民等に対してどのような形で運行ダイヤ等が周知されているのかは未確認。運行ダイヤ等の開示状況からみて、遠方からの来訪者が利用することを主眼としていないバス路線であると推測される。

## 岩国市生活交通バスへ再編された旧町村営バス
- 岩国市営玖珂バス
- 岩国市営周東バス
- 岩国市営錦バス
- 岩国市営美川バス
- 岩国市営美和バス
- 岩国市営らかん清流バス